# Краснооктябрський район (Нижньогородська область)
Краснооктябрський район (рос. Краснооктябрьский район, тат. Кызыл Октябрь районы) — адміністративно-територіальна одиниця (район) та муніципальне утворення (муніципальний район) у південно-східній частині Нижньогородської області Росії.
Адміністративний центр — село Уразовка.

## Історія
Район було утворено 1929 року.

## Населення
| 1939    | 1959    | 1970    | 1979    | 1989    | 2002    | 2008    |
| ------- | ------- | ------- | ------- | ------- | ------- | ------- |
| 58 675  | ↘31 107 | ↘26 366 | ↘21 366 | ↘16 662 | ↘13 496 | ↘12 142 |
| 2009    | 2010    | 2011    | 2012    | 2013    | 2014    | 2015    |
| ↘11 918 | ↘11 729 | ↘11 632 | ↘11 382 | ↘11 040 | ↘10 728 | ↘10 439 |
| 2016    | 2017    |         |         |         |         |         |
| ↘10 203 | ↘10 015 |         |         |         |         |         |